# Солијера (Маса-Карара)
Солијера је насеље у Италији у округу Маса-Карара, региону Тоскана.
Према процени из 2011. у насељу је живело 358 становника. Насеље се налази на надморској висини од 149 м.